# Steel Pulse
Steel Pulse (en castellano: Pulso de Acero) es una banda británica de reggae formada en 1975. Lanzaron doce discos de estudio y ganaron múltiples premios, además de haber vendido millones de álbumes.
Fueron el primer grupo no jamaicano en ganar un premio Grammy a la categoría "Mejor Disco de Reggae". Además, recibieron otras cinco nominaciones. 
Cuentan con doce álbumes de estudio, y son una de las bandas más importantes dentro del género

## Historia
Steel Pulse es la voz orgullosa de los hijos de la emigración caribeña establecida en el Reino Unido. Su música es la crónica y la denuncia de la realidad social de los negros en dicho país europeo. Nacidos en la ebullición estética de finales de los 70 en Inglaterra y contemporáneos al nacimiento del punk, Steel Pulse empezó a abrirse camino con paso firme en Birmingham en una dirección opuesta a la desesperanza punk que vio sus orígenes. David Hinds (voz, coros y guitarra), Basil Gabbidon (guitarra líder y coros) y Ronnie McQueen (bajo) publicaron su primero sencillo en 1975 ("Kibudu, Mansetta And Abuku") en un pequeño sello independiente, Dip, con un notable éxito local, al que siguió "Nyah Love" para Anchor, otro sello independiente, y "Ku Klux Klan" para Island Records.
Con este tema dejaron bien clara su militancia antirracista y su ideario firme, que ya les habían ocasionado problemas en sus inicios. 
Tras el éxito del sencillo, Island publica su primer disco, Handsworth Revolution, que devendría un álbum esencial en la historia del reggae hecho en el Reino Unido. 
Tras Tribute To The Martyrs y Reggae Fever (Caught You), sus dos siguientes trabajos, abandonan Island y publican en Elektra uno de sus trabajos más aclamados, True Democracy al que siguió el notable Earth Crisis. 
Sin embargo, las presiones de la compañía para decantar su música hacia un reggae-pop bailable y de mensaje tenue, bastante evidente en Babylon The Bandit, acabaron de alejar a Steel Pulse de Elektra.
A finales de los ochenta y durante todos los noventa, su popularidad ha ido en aumento en Europa y, sobre todo, en Estados Unidos, donde fueron el primer grupo de reggae que actuó en el popular programa televisivo Tonight. 
En este tiempo ficharon para MCA editando varios discos entre los que destacan su debut en el sello, State Of Emergency y el directo en el Elyseé Montmarte de París de 1992, Rastafari Centennial, un homenaje en el centenario del nacimiento del que fue emperador de Etiopía, Haile Selassie.

## Integrantes
Miembros actuales
- David Hinds - vocalista, guitarra rítmica (1975–presente)
- Selwyn Brown - teclados, coros (1975–presente)
- Sidney Mills - teclados, coros (1988–presente)
- Wayne C# Clarke - batería (2005–presente)
- Amlak Tafari - bajo (2005–presente)
- David Ellecirri Jr. - guitarra (2012–presente)
- Stephen Bradley - trompeta (2017–presente)
- Zem Audu - saxofón (2017–presente)
- Baruch Hinds - rap y coros (2017–presente)

Miembros anteriores
Bateristas
- Colin Gabbidon - batería (1975-1976)
- Donovan Shaw - batería (1976-1977)
- Steve Nisbett - batería y percusión (1977-2001; died 2018)
- Alphonso Martin - percusión, coros (1977-1991)
- Mykaell Riley - percusión, coros (1977-1978)
- Conrad Kelly - batería (1994-2005)

Guitarristas
- Basil Gabbidon - guitarra, coros (1975-1982)
- Melvin Brown - guitarra (1982-1989)
- Clifford Pusey - guitarra (1989–2017)
- Donovan McKitty - guitarra (2008-2015; murió en 2017)

Bajistas
- Ronald McQueen - bajo (1975-1983)
- Alvin Ewen - bajo, percusión (1983-2005)

Tecladistas
- Tyrone Downie - teclados (1985)
- Errol Reid - teclados (1985-1994)

Sección de vientos
- Jerry Johnson - saxofón (1992-1997, 2012–2019)
- Steve Morrison - trombón (1991-1992)
- James Renford - saxofón (1991-1992)
- Kevin Batchelor - trompeta (1992-1997)
- Clark Gayton - trombón (1992-1997)
- Micah Robinson - trombón (1998-2015)

Coristas
- Makiesha McTaggert - coros (2005–2016)
- Yaz Alexander - coros (1991-1997)
- Donna Sterling - coros (1998-2004)
- Sylvia Tella - coros (1998-1999)
- Melanie Lynch - coros (2004-2009)
- Traciana Graves - coros (2004)
- Marea Wilson - coros (2004-2005)

## Discografía
- Handsworth Revolution (1978)
- Tribute to the Martyrs (1979)
- Caught You (1980)
- True Democracy (1982)
- Earth Crisis (1984)
- Babylon the Bandit (1986)
- State of Emergency (1988)
- Victims (1991)
- Vex (1994)
- Rage and Fury (1997)
- African Holocaust (2004)
- Mass Manipulation (2019)

## Discos en vivo
- Rastafari Centennial (Live en París) (1992)
- Living Legacy (Live) (1999)

## Recopilaciones
- Reggae Greats (1984)
- Babylon Makes The Rules (Reggae Greats reedición) (1984)
- Smash Hits (1993)
- Rastanthology (1996)
- Sound System (1997)
- Ultimate Collection (2000)

## DVD
- Live From The Archives (2000)
- Door of no Return (2008)